# Jacques Blamont
Pour les articles homonymes, voir Blamont.
Jacques Émile Blamont, né le 13 octobre 1926 à Paris et mort le 13 avril 2020 à Châtillon, est un astrophysicien français, professeur à l'université Paris-VI.
Dès les années 1960, il est un des principaux acteurs du programme spatial français, en liaison notamment avec la NASA, le JPL, les centres spatiaux de l'Union soviétique et l'organisation indienne pour la recherche spatiale. Il a été en 1962 le premier directeur scientifique et technique de l'agence spatiale française, le CNES. Il a joué un rôle majeur dans le développement des premiers satellites français, la création de la base de lancement de Kourou en Guyane française et le développement de certaines sondes spatiales lancées pour explorer le système solaire.

## Biographie

### Famille
Jacques Blamont est le fils de l'avocat Émile Katz (1905-1983) (connu sous le nom d'Émile Armand Katz Blamont dans la Résistance), qui a été secrétaire général de l’Assemblée consultative d’Alger puis secrétaire général de la Présidence de l’Assemblée nationale pendant la durée de la IVe République et les premières années de la Ve (1945-71).
Il est le frère de François Blamont.
Il a partagé l'intérêt de son épouse Claudie (1933-2020), présidente de 1998 à 2005 du Cercle de généalogie juive en écrivant quelques articles sur ce sujet et un ouvrage. Ses recherches montrent que son ancêtre, le rabbin marrane Roque de Leon, avait quitté la Péninsule Ibérique et son Inquisition pour se réfugier à Toulouse au XVIIe siècle mais la jalousie et la haine du crypto-judaïsme entraînent des persécutions contre sa communauté qui, poussée à fuir ces violences, abandonne tous ses biens. Ainsi, Roque de Leon condamné au bûcher pour crypto-judaïsme en 1667 rejoint de la famille à Amsterdam où il se rejudaïse avec ses enfants, fonde une maison de commerce pour finir ses jours en 1715,.

### Études
Jacques Blamont est élève de l'École normale supérieure où il entre en 1948. Il y prépare sa thèse sous la direction d'Alfred Kastler.
Il obtient l'agrégation de sciences physiques en 1952 puis son doctorat en 1956.

### Carrière
Jacques Blamont commence sa carrière au CNRS comme attaché de recherche de 1952 à 1956, puis chargé de recherche de 1956 à 1957.
En 1958, il est nommé sous-directeur du Service d'aéronomie, puis directeur en 1962 (poste qu'il occupe jusqu'en 1985).
De 1962 à 1972, il est directeur scientifique et technique du Centre national d'études spatiales,. Il est haut conseiller scientifique du CNES de 1972 à 1982 puis conseiller du directeur au CNES à partie de 1982.
En 1980, il obtient le statut de Distinguished Visiting Scientist à la NASA. Dès lors, il intervient régulièrement sur plusieurs projets spatiaux, en apportant son expertise.
De 1996 à 2007, il est chef d'équipe du système de communication, pour le Jet Propulsion Laboratory pour la sonde spatiale Mars Global Surveyor.

### Enseignement
De 1957 à 1961, Jacques Blamont est professeur sans chaire à la Faculté des sciences de Paris, puis il est professeur titulaire à la Faculté des sciences de Paris de 1962 à 1996.
En 1977, il est le premier Vikram Sarabhai Professor de l'université d'Ahmedabad (Inde) et en 1985, il est professeur au California Institute of Technology.
Dans la première moitié des années 1990, il assure un cours d'Histoire des sciences à l'Université-Versailles-Saint-Quentin, dans lequel il soutient, entre autres, que la recherche scientifique et technique est un des moteurs de l'Histoire. Son cours reprend des idées de son ouvrage Le Chiffre et le Songe.
Il est professeur émérite à l'université Pierre-et-Marie-Curie à Paris en 1996.

### Mort
Jacques Blamont meurt le 13 avril 2020 à Châtillon, à l’âge de 93 ans,,.

### Autres fonctions
- 1998-2001 : Membre du jury de l'Institut universitaire de France[17].
- 1997-2003 : Nommé au conseil d'administration du Musée de l'Air et de l'Espace pour une durée de 3 ans en 1997[12], puis en 2000[18].

Jacques Blamont fut le premier directeur scientifique et technique du CNES (Centre national d’études spatiales), il fut également membre de l’Académie des sciences, ainsi que membre fondateur du Club des Vigilants.

## Œuvre scientifique
L’œuvre de Jacques Blamont, consacrée à l'astronautique et à l'astrophysique, comprend des travaux majeurs sur l’atmosphère terrestre, le Soleil et les planètes et accessoirement l'aéronomie. Après sa découverte en 1970 de la turbopause, du vent interstellaire et du nuage d’hydrogène des comètes, Jacques Blamont a participé à la plupart des missions planétaires internationales et a joué un rôle de premier plan dans le développement de la coopération en ce domaine. Il a été le responsable de la mise au point des satellites artificiels lancés par la France. Il a conçu l’idée dès 1962 de construire un champ de tir spatial à Kourou en Guyane française. En plus de ses fonctions de direction au CNES, il n’a jamais cessé d’enseigner et a dirigé personnellement de nombreuses thèses.

### Sujets d'étude
Ses principaux sujets d'étude ont été les suivants :
- Découverte en 1956, sous la direction d'Alfred Kastler, du phénomène de cohérence des sous-niveaux atomiques dans un champ de radio-fréquence.
- Travaux portant sur l'atmosphère du Soleil, de la Terre et des planètes : premières mesures du déplacement Einstein des raies atomiques sur le Soleil, de la température de la haute atmosphère de la Terre, du mécanisme d'évaporation d'hydrogène de la Terre et des planètes.
- Découverte de la turbopause de l'atmosphère terrestre (1959), du vent interstellaire (1971), de l'enveloppe des comètes (1971).
- Promoteur de nombreux programmes de recherche tels que la géodésie par échos laser (1964), l'étude de la basse atmosphère par ballons étanches (programme Éole) (1971), le sondage vertical de la haute atmosphère par laser depuis 1967, etc.
- Impliqué depuis les années 1960 dans les programmes spatiaux soviétiques et européens, Jacques Blamont s’est attaché aux missions planétaires et a participé depuis 1972 à la plupart d’entre elles. Il a mis au point et réussi le lancement, en 1985, de ballons dans l'atmosphère de Vénus par les sondes soviétiques Vega. Il a réalisé les travaux préparatoires au lancement, en 1996, de ballons dans l'atmosphère de Mars.
- En fournissant le système de compression d’images, Jacques Blamont a joué un rôle important dans la mission du département de la défense des États-Unis pour l’obtention de la première cartographie numérique complète de la Lune à partir de la sonde lunaire Clementine (1994).

## Distinctions

### Prix
- Prix Aimé Cotton de la Société française de physique (1957)[21]
- Vikram Sarabhai Medal de l’Organisation indienne pour la recherche spatiale et de la COSpAR (1994)[22]
- COSpAR Space Science Award (2004)[23]
- NASA Distinguished Public Service Medal (2000)[24]
- Daniel and Florence Guggenheim International Astronautics Award de l'Académie internationale d'astronautique (1967)[25]
- Prix George W. Goddard de la Société des ingénieurs de matériels photo-optique (1997)[26]
- Prix von Kármán de l'Académie internationale d'astronautique (1989)[27]
- NASA Exceptional Scientific Achievement Medal (en) (1972)[24]
- Prix Henri Rovel de la Faculté des sciences de Paris (1957)
- Prix Léon Grelaud de l’Académie des sciences (1960)
- Médaille d'argent du Président de la République (1967)
- Médaille Gagarine de l'Académie des sciences de l'URSS (1985)
- Médaille d’or du Centre spatial guyanais (1995)
- Prix Paul Doistau-Émile Blutet de l’Académie des sciences (1967)
- Médaille de vermeil du CNES (1967)
- Prix international d'astronautique de la Société astronomique de France (2019)

### Sociétés savantes
- Membre de l'Académie internationale d'astronautique (1969)[28]
- Associé étranger de l'Académie des sciences de l'Inde (1978)
- Associé étranger de la National Academy of Sciences (États-Unis) (1980)
- Membre de la Société américaine de philosophie (2002)
- Membre fondateur de l'Académie de l'air et de l'espace (1983)[29]
- Membre fondateur de l'Academia Europaea (1989)[10]
- Membre fondateur de l'Académie des technologies (2000)[9] ; membre émérite depuis le 1er janvier 2007[30]
- Membre de l'Académie des sciences (1979)[31]

### Décorations
- Ordre soviétique de l'amitié des peuples (1989)
- Commandeur de l'ordre des Palmes académiques
- Grand officier de la Légion d'honneur le 30 décembre 2016 par le Premier ministre Manuel Valls[32]. Commandeur le 11 mars 1998[32]. Officier le 1er février 1978[33].
- Grand-croix de l'ordre national du Mérite le 13 mai 2011[34] ; Grand officier le 17 novembre 2005[35] ; Commandeur le 15 octobre 1985[35].
- Padma Shri (2015)[36]

L'astéroïde (47054) Jacquesblamont a été nommé en son honneur.

## Associations
Jacques Blamont est membre du Club des vigilants et y a dirigé le groupe de travail sur le Cumul des menaces.

## Ouvrages
- Jacques Blamont, Vénus dévoilée. Voyage autour d'une planète, Odile Jacob, décembre 1987, 372 p. (ISBN 978-2-02-009643-0, lire en ligne)
- Jacques Blamont, Le chiffre et le songe. Histoire politique de la découverte, Odile Jacob, 1993, 2005, 2018, 941 p. (ISBN 978-2-7381-0193-8, lire en ligne)
- Jacques Blamont, Le lion et le moucheron. Histoire des marranes de Toulouse, Odile Jacob, 2000. 464 pp.  (ISBN 9782738107770). Recension en ligne
- Jacques Blamont, Réalisme et vision. Une université en Guyane française, Éditions du Conseil général de la Guyane, 2001
- Arkan  Simaan, Jacques Blamont, Guillaume Cannat, Yves Delaye, Michel Laudon, Jean-Pierre Luminet, Steven M. Van Roode et David Sellers, Vénus devant le Soleil. Comprendre et observer un phénomène astronomique, coédition Vuibert et Adapt éditions, 2003
- Jacques Blamont, Introduction au siècle des menaces, Odile Jacob, mai 2004, 560 p. (ISBN 978-2-7381-1409-9, lire en ligne)
- Jacques Arnould et Jacques Blamont, « Lève-toi et marche ». Propositions pour un futur de l’humanité, Paris, Odile Jacob, août 2009, 336 p. (ISBN 978-2-7381-2240-7, lire en ligne)
- Jacques Blamont, L'action sœur du rêve. Souvenirs de voyages, Paris, Éditions Édite, mai 2012, 405 p. (ISBN 978-2-84608-322-5)
- Jacques Blamont, Réseaux ! : le pari de l'intelligence collective, Paris, CNRS Éditions, novembre 2018, 272 p. (ISBN 978-2-271-12235-3)
- Jacques Blamont, Mémoires d'un aspirateur, Paris, LGM Éditions, décembre 2019, 172 p. (ISBN 979-1-095-16514-9, lire en ligne)

## Articles de généalogie
- Jacques Blamont, « Moritz, dit Maurice Schlesinger, éditeur de musique (Berlin, 3 octobre 1797-Baden-Baden, 25 février 1871) », Archives juives, revue d’histoire des Juifs de France, nos 31/1,‎ 1er semestre 1998, p. 125-127
- Jacques Blamont, « Généalogie en chambre (familles du comté de Créhange) », Revue du Cercle de généalogie juive, no 67,‎ 2001
- Claudie et Jacques Blamont, « La famille de Charles Valentin Morhange dit Alkan, pianiste et compositeur français », Revue du Cercle de généalogie juive, no 83,‎ 2005